# Day9
Sean Plott né le 27 juin 1986 à Leawood dans l'État du Kansas, plus connu sous son nom de scène Day[9], est un commentateur de sports électroniques pour StarCraft II et un ancien joueur professionnel de StarCraft : Brood War, connu pour son émission quotidienne intitulée The Day[9] Daily. Sean Plott s'est qualifié pour les World Cyber Games en 2004, 2005 et 2006 et a gagné le tournoi Panaméricain 2007. Il s'est qualifié trois fois pour les finales américaines et a été reconnu joueur de l'année 2010 par PC Gamer,.
Il apparaît régulièrement partout dans le monde en tant que commentateur de StarCraft II, y compris à la Blizzcon en 2010, 2011 et 2013, dans le circuit professionnel de la Major League Gaming, lors des éditions de la DreamHack, de la Team Liquid Star League,, et lors des 2013 StarCraft II World Championship Series. En 2011, il a été distingué par Forbes comme faisant partie des « 30 en dessous de 30 ans dans le divertissement ». En septembre 2013 il obtient également un poste de concepteur de jeux vidéo chez Artillery,.

## Biographie
Sean Plott a grandi à Leawood, dans le Kansas. À cette époque, lui et son frère Nicolas « Tasteless » Plott firent leurs débuts dans StarCraft: Brood War. Après le lycée, il entra au Harvey Mudd College à Claremont, en Californie, et en sortit avec une licence de mathématiques. Puis il entra à l'Université de Caroline du Sud à Los Angeles et obtint un master en médias interactifs.

## Carrière

### StarCraft: Brood War
Day[9] était un joueur haut classé dans la scène occidentale de StarCraft, participant à de nombreux tournois aux États-Unis en tant que Zerg. Son premier résultat notable survint en 2004, lorsqu'il se classa second aux World Cyber Games USA. Il fut donc sélectionné pour représenter les États-Unis aux Grandes Finales des WCG, où il parvient en huitièmes de finale. Il se placera premier aux WCG USA en 2005 et second en 2006.

### StarCraft II: Wings of Liberty

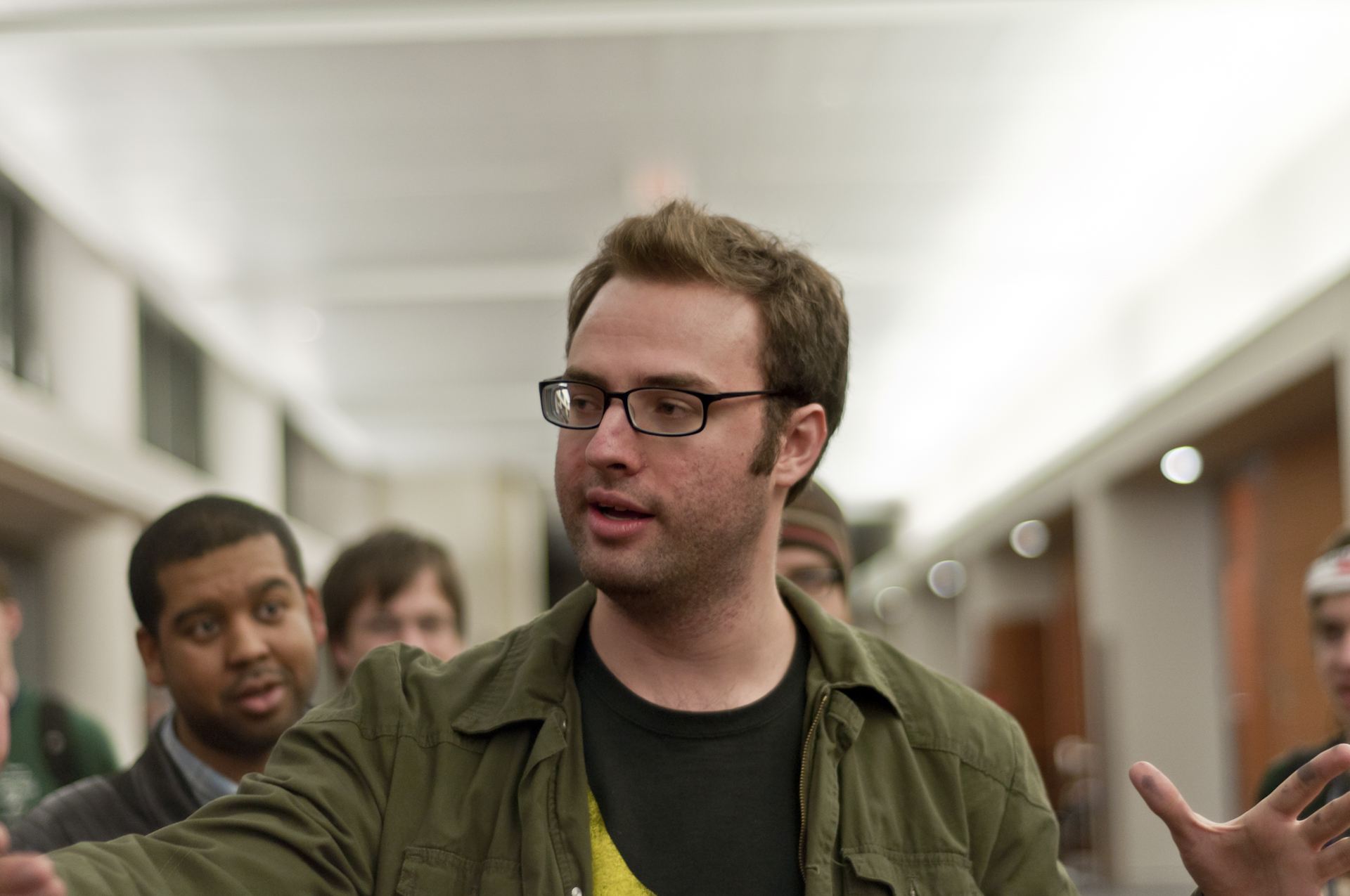
Day[9] parlant lors de la PAX de 2011

Sean Plott a commencé à se concentrer sur le commentaire de parties à partir de la sortie de StarCraft II, tout en abandonnant lui-même la compétition.
Il commente régulièrement pour la Major League Gaming Pro Circuit, la DreamHack, les Intel Extreme Masters, la NASL, et d'autres tournois. De plus, Day[9] est l'une des stars de State of the Game, où il discute des événements en cours dans la communauté de StarCraft en compagnie d'autres membres célèbres de la communauté. Bien qu'il n'ait pas joué professionnellement à StarCraft II depuis 2010, il a montré un certain intérêt envers un retour à la compétition.
Il fut un des commentateurs principaux au tournoi de la BlizzCon 2011, depuis les qualifications régionales jusqu'aux finales. Il a également commenté un certain nombre de tournois qu'il a coorganisé, comme l'After Hours Gaming League et King of the Beta. En 2012, il est apparu consécutivement aux Red Bull LAN et au tournoi hivernal de la MLG.

## Day[9] TV
Depuis 2009, le Day[9] Daily est une émission quotidienne sur le net, basée sur l'analyse de parties professionnelles de StarCraft. Initialement, le Daily était une émission centrée sur la compétition à haut niveau de StarCraft: Brood War. Avec la sortie de la version bêta de StarCraft II, son centre de gravité s'est déplacé de Brood War à StarCraft II. Le Daily se présente actuellement comme une émission ludo-éducative dans laquelle Sean Plott analyse des parties de niveau professionnel de StarCraft II, ou explique comment améliorer sa qualité de jeu. Des épisodes spéciaux, tels que Funday Monday (Lundi marrant) et Newbie Tuesday (Mardi des débutants) sont diffusées chaque semaine, lors desquels il demande aux joueurs de mettre en œuvre une tactique particulièrement rare, ou détaille les fondamentaux des parties multijoueurs.
Lors du Daily numéro 100, Sean Plott résume sa vie dans StarCraft, et comment cela a fini par le définir en tant que joueur et en tant que personne. Lors du Daily numéro 400, il s'exprime plus généralement sur l'art de l'apprentissage et de l'amélioration personnelle dans n'importe quel domaine, et prit part au Blackout contre la SOPA du 18 janvier 2012, lors du Daily 404. Lors de l'émission du 11 mai 2011, il annonça qu'il continuerait sa carrière dans StarCraft II à plein temps. Le 31 mai 2011, lors de son émission State of the Game, il annonça avoir l'intention de finalement diffuser des parties de StarCraft II qu'il jouerait en direct.
Début 2013, il a créé une émission live appelée Day[9]'s Day Off (« Le jour de repos de Day[9] »), où il s'adonne à d'autres jeux durant quelques heures chaque vendredi. En décembre 2013, il lance une série hebdomadaire appelée Day[9]'s Hearthstone Decktacular (« Le jeu de carte spectaculaire de Day[9] »). Ici, il crée ou reprend des jeux de carte basé sur le jeu Hearthstone: Heroes of Warcraft et explique chacune de ses mécaniques. Quelques jours après le "direct live", chacune des émissions sont publiées sur YouTube.

## After Hours Gaming League

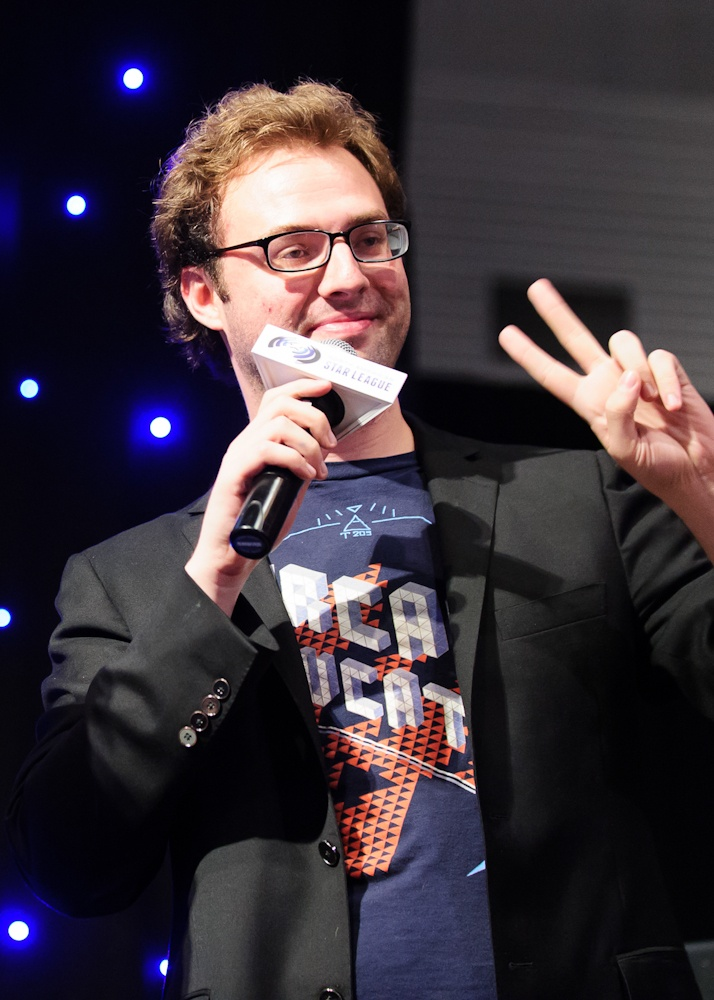
Day[9] aux NASL Season 3 Grand Finals

L'After Hours Gaming League est une compétition annuelle entre les plus grandes entreprises technologiques. Durant le tournoi, les équipes jouent une série de matchs en trois manches gagnantes. L'équipe gagnante remporte 5 000 dollars à distribuer aux bonnes œuvres de son choix. La première saison s'est déroulée durant le deuxième semestre 2011 et l'équipe Microsoft la remporta, octroyant le prix à Amnesty International. La saison 2 débuta en janvier 2012, et se finit en avril avec le couronnement de l'équipe Epic Systems. Les développeurs de logiciels médicaux choisirent alors Médecins sans frontières comme récipiendaires du prix. Le premier tournoi de League of Legends commença en janvier 2012 avec onze équipes, et fut remporté par Amazon.

## Game designer chez Artillery
En septembre 2013 il est annoncé que Sean Plott rejoint la start-up Artillery dans l'équipe de conception de jeux vidéo. Il serait notamment chargé du développement d'un jeu de stratégie en temps réel pour navigateur web.
Le 11 août 2016, Plott annonce sur sa chaîne Twitch qu'il a quitté l'équipe d'Artillery pour continuer d'autres projets. Il n'a pas révélé où il compte travailler, disant qu'il préfère se concentrer sur sa chaîne Twitch à temps plein.